# Rychtář
Rychtář neboli šulc, fojt nebo šoltys (německy Richter nebo Schultheiß, latinsky iudex) byl v období středověku představeným městské či vesnické obce (obdoba dnešního starosty). Během 15. a 16. století se obsah funkce změnil, od roku 1547 v městě dosazený královský rychtář reprezentoval jen zájmy panovníka. Funkce královského rychtáře byla zrušena v roce 1783.
Ve středověku rychtář mohl být do své funkce buď dosazen vrchností, resp. panovníkem, obec si mohla vlastního rychtáře volit nebo se mohlo jednat o pozici děděnou v jednom rodě. Často tento rod vlastnil i práva na volný prodej rychtářství. Za své služby měl rychtář obvykle podíl na vybraných pokutách, odvedených dávkách, mohl vlastnit krčmu, masné krámy nebo byla část jeho polností osvobozena od povinných berní.
Mezi povinnosti a práva rychtáře patřilo nižší soudnictví ve městě či vesnici, správní funkce, zastupoval obec vůči okolí a často také byl reprezentantem vrchnosti a ručil jí za dodržování povinností a příkazů a vybírání daní, poplatků a úroků. Ve městech mu v této činnosti měla pomáhat rada konšelů (jejich pravomoci a povinnosti se opět lišily z místa na místo). Bezprostředně po lokaci města se rychtářem obvykle stával lokátor. V průběhu 14. století byla moc rychtářů oslabována a do popředí se dostávala osoba purkmistra, volené hlavy rady konšelů. Z rychtáře se tak stal čistě vrchnostenský (či královský) úředník a v druhé polovině 15. století a především ve století šestnáctém města začala od vrchností (krále) rychty vykupovat a tak se zbavovat přímého dohledu. Zdá se, že v 15. a 16. století byla do funkcí královských rychtářů často uváděna nižší šlechta.
Synonymně se pro rychtáře v pramenech nachází výraz šoltys, tento název byl preferován v oblastech franského práva (hlavně sever Čech, Moravy, dále ve Slezsku a Lužici), rychtář pak v oblastech magdeburského práva. Označení fojt se objevuje na Moravě.[zdroj?]